# Sterling (Band)

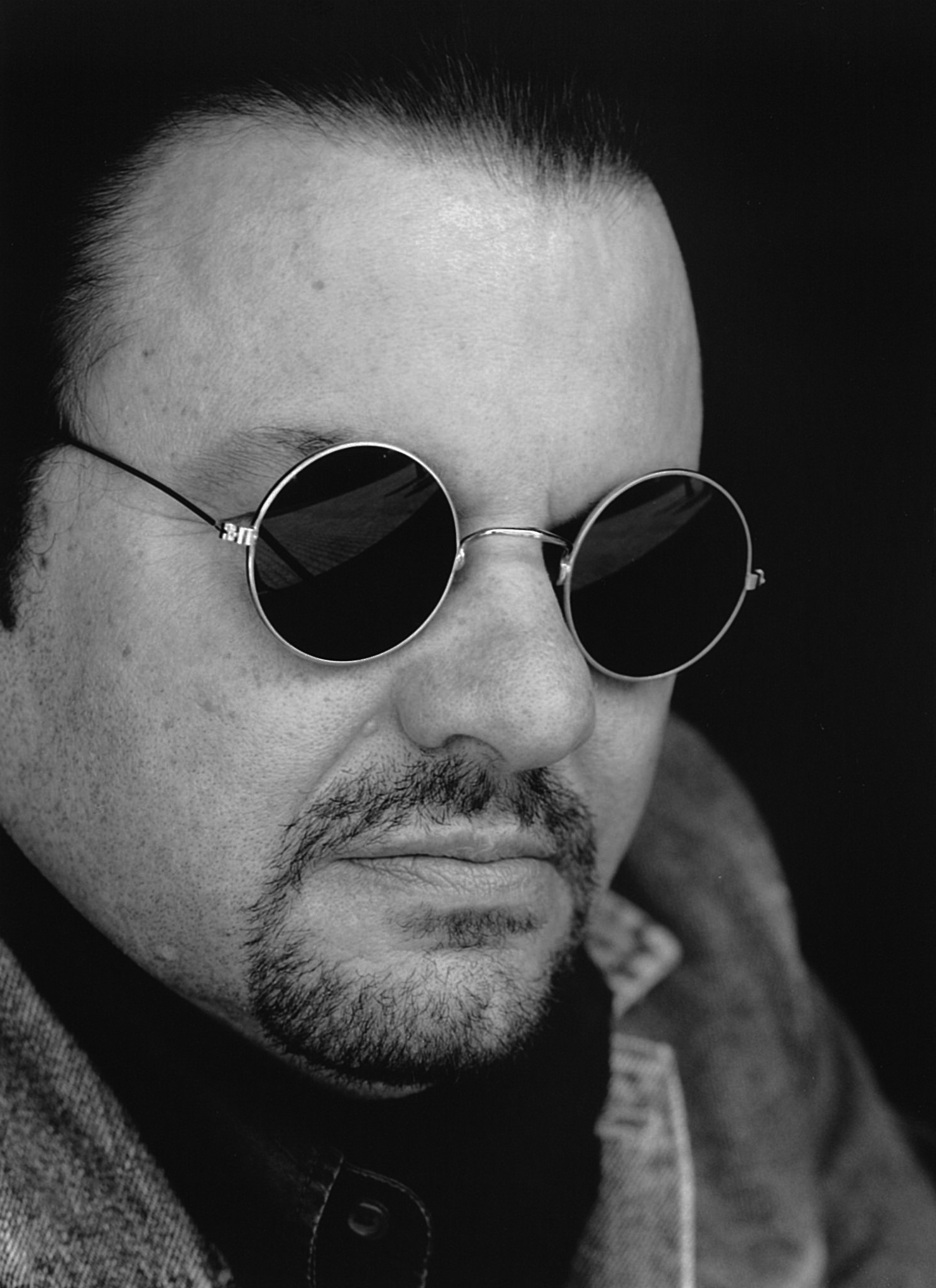
Patrick Doba (2012)

Sterling (eigene Schreibweise: STERLiNG, auch STERLiNG (CH) oder STERLiNG (Swiss)) ist eine Rockband aus der Ostschweiz.

## Geschichte
Sterling wurde 1985 in St. Gallen vom Bassisten Patrick Doba gegründet. Er war seit Beginn bis zu seinem Tod am 20. Mai 2023 das einzig beständige Mitglied von Sterling. 
Zwischen 1987 und 2019 erschienen diverse Studioaufnahmen, die mit zahlreichen Auftritten in variabler Besetzung – unter anderem mit Uriah Heep, Krokus, Whitesnake, Smokie, Doro, Philipp Fankhauser, Daniel Kandlbauer, Bonfire, The Sweet und Transit – gespielt wurden. 
Nach den Corona-Lockdown-Jahren traten das Gründungsmitglied Patrick Doba und sein Langzeit-Weggefährte Hardy D. Hardegger im Herbst 2022 mit einer neuen Besetzung wieder auf. 

## Stil
Sterling spielt Eigenkompositionen, die mehrheitlich dem Adult Oriented Rock zuzuschreiben sind.

## Diskografie

### Alben
- 1996: The Scales in Mind (CD)[4]
- 2004: The Continuation (CD)

### EPs
- 1992: Action (MCD)
- 2006: Heartbeat (MCD)
- 2011: Isolation (MCD)

### Demos
- 1987: Three Steps (Demo-MC)
- 1991: No Currency (Demo-MC)
- 2019: At the Colosseum (Band-Website)